# Deadline.com
Deadline.com（デッドラインドットコム）は、ニッキ・フィンケによって設立され、Penske Media Corporation (PMC) が運営するオンラインマガジンである。

## 出版
サイトは一日に数回更新され、 エンターテインメント情報に焦点を合わせたニュースが発信される。

## 歴史
フィンケは2002年6月から、タブロイド週刊誌『LA Weekly』で「Deadline Hollywood」というコラムを書いていた。2006年3月からは、そのコラムのオンライン版としてブログ「Deadline Hollywood Daily」（DHD）を始めた。 2009年に、フィンケは彼女が追加のライターを雇うが、サイトの編集者のまま留まることを条件に、Mail.comメディアへDHDを身売りした 。2009年9月には、名前がDeadline.comへと変更され、ニューヨーク、ロンドンなど対象都市が追加された。 2013年11月フィンケは、PMCオーナーであり、ライバル雑誌、ウェブサイトの「バラエティ」を買収したペンスキーとの長年に及ぶ不一致によりDeadline.comを去った。